# Moanda (république démocratique du Congo)
Pour les articles homonymes, voir Moanda.
Moanda ou Muanda est une localité du territoire homonyme de la province du Kongo-Central, en république démocratique du Congo, dont la superficie de son territoire est évaluée à 4.265 km².
C'est la seule agglomération maritime du pays. Au bord de l'Océan Atlantique, l'ancien lotissement européen accueille notamment divers hôtels. Le cœur de la localité, la « cité », est situé plus à l'est.
Le territoire de Moanda inclut un aéroport (de code IATA FZAG, et de points cardinaux : 5° 55' 51S, 12° 21' 6E), et le port de Banana à 15 kilomètres au sud, à la jonction du fleuve Congo et de l'océan. L'aéroport militaire de Kitona fait aussi partie du territoire.

## Économie
La principale activité économique de Moanda est l'extraction pétrolière onshore et offshore. Viennent ensuite les activités vivrières qui ont longtemps eu du mal à cohabiter avec l'exploitation du pétrole, mais qui, depuis quelques années, trouvent leur place dans cet espace de cohabitation conviviale et d'intérêt mutuel. Le taux de chômage est évalué à 95 % de la population. Un taux qui reflète la pauvreté et le chômage dans la plupart des zones rurales de la RDC.

## Pétrole
Le territoire renferme des gisements de pétrole, dans le bassin sédimentaire situé sur le littoral atlantique, sur une superficie d’environ 7.000 km² (dont 86% à terre et 14% en mer). Cette zone correspond à une extension des champs pétrolifères du Cabinda angolais sur la RDC. La prospection pétrolière date d’avant l’année 1940, avec le géologue Hoffman, mais l'exploitation pétrolière quant à elle remonte à 1963, avec le premier forage du puits Lindu–1 par la SOCOREP (concession octroyée en 1959).[réf. souhaitée] Les travaux géologiques et géophysiques entrepris entre 1959 et 1982 ont abouti à la découverte de cinq champs pétroliers. L’intense activité de recherche a abouti à l’identification de sept champs en 1976.[Quoi ?]
Le nombre de puits est estimé à 235, fin 2012, selon certains chercheurs, et 800 par la population locale.[réf. nécessaire] Ces puits sont éparpillés dans la région de Moanda, parfois voisins de cases de populations pauvres.
L'entreprise Perenco, qui gère l'exploitation pétrolière locale, a fait partie des nommés pour le prix Pinocchio «Mains sales, poches pleines», organisé en 2014 par l'association Les Amis de la Terre.